# Heterusia conon
Heterusia conon är en fjärilsart som beskrevs av Druce 1893. Heterusia conon ingår i släktet Heterusia och familjen mätare. Inga underarter finns listade i Catalogue of Life.